# Sesioidea
Sesioidea là một liên họ gồm bướm đêm cánh trong (Sesiidae), bướm đêm castniid (Castniidae) và bướm đêm gấu nhỏ (Brachodidae). Dấu hiệu hình thái ở đầu và ngực cho thấy hai họ đứng đầu ăn thân của thực vật (hay là sâu đục thân) có quan hệ gần nhau, trong khi đó, một số loài của họ thứ 3 thì ăn bề mặt lá (Edwards et al., 1999). Sesioidea được xem là nhóm có quan hệ rất gần với Cossoidea which contain the also internal-feeding Goat and Leopard moths.